# Дондогийн Цэбэгмид
Дондогийн Цэбэгмид вариант имени Цэвэгмэд (монг. Дондогийн Цэвэгмид; 1915, хошун Ачит-бэйсэ, Сэцэн-ханский аймак, Монголия — 1991) — монгольский политический деятель и дипломат, писатель, учёный-зоолог. Член-корреспондент Монгольской академии наук, заслуженный учитель Монголии.

## Биография

### Образование
Родился в семье арата (скотовода) в карауле Наран хошуна Ачит-бэйсэ Сэцэн-ханского аймака (ныне сомон Баяндун аймака Дорнод). Как и многие монгольские дети, в детстве (до десятилетнего возраста) был пастухом, затем до 1928 года обучался в начальной школе хошуна Улзын. В 15 лет окончил педагогическое училище в Улан-Баторе. В 1931–1937 годах работал учителем зоологии в сельских школах аймаков Увс и Дорнод, а также в школах Улан-Батора, В 1937–1942 годах преподавал в педучилище. В 1942 году получил звание заслуженного учителя МНР; поступил лаборантом на кафедру зоологии во вновь основанный Монгольский государственный университет в Улан-Баторе. В 1945 году поступил в МГУ им. М. В. Ломоносова. После обучения в аспирантуре МГУ на кафедру зоологии позвоночных биолого-почвенного факультета, в 1950 году защитил кандидатскую диссертацию по теме «Сравнительный эколого-морфологический анализ организации пищух Монголии» (руководитель профессор Б. С. Матвеев). Первый кандидат биологических наук в МНР. После этого партия перебросила его на административную и дипломатическую работу.

### Зоологические исследования
В апреле-мае 1943 году Цэбэгмид путешествовал по Заалтайской Гоби (хр. Гурван-Сайхан, хр. Цаган-Богдо, хр. Атас-Ула) и Шаргын-Гоби с ведущими советскими специалистами — географом Э. М. Мурзаевым, ботаником А. А. Юнатовым, зоологом А. Г. Банниковым. Мурзаев вспоминает о нём в те годы как об «упорном и целеустремленном в науке» студенте. Вот как известный географ описывает как юный Цэбэгмид подкрадывался к редкой антилопе, которую необходимо было добыть для коллекции: «Сначалa Цэвэгмид шёл во весь рост, потом медленно бежал, согнувшись, затем мы видели в бинокль, как он лёг на землю и пополз на локтях. В упорстве и терпении ему нельзя было отказать».
В апреле-мае 1944 Д. Цэбэгмид участвует в экспедиции под руководством А. Г. Банникова в восточной Монголии (вплоть до Буир-нура и Большого Хингана и на юг до Дариганги). В июле-сентябре того же года — опять же с А. Г. Банниковым по северной Монголии до Хубсугула, далее в котловину Больших озёр (оз. Хара-Нур, Хиргис-Нур), после чего исследователи, перевалив через Хангай по пер. Эгин-Даба, вернулись в Улан-Батор. Банников отмечает, что кроме этих экспедиций, организованных Монгольским университетом и Учёным комитетом МНР, Цэбэгмид совершил ряд самостоятельных поездок с зоологическими целями: на р. Ульдзя в 1945 году, в скальный массив Чойр, в верховья рек Тола и Онон в 1948.
В начале 1970-х опубликовал несколько статей на темы своей прежней специальности.
В апреле 1972 г. Московский университет присвоил Дондогийну Цэбэгмиду звание почётного доктора МГУ «за заслуги в развитии науки и прогресса человеческого знания».

### Карьера
- 1953—1959 — проректор Монгольского университета
- 1959—1960 — председатель Института науки и высшего образования; в 1961 году институт был преобразован в Академию наук, и Цэбэгмид стал её членом-корреспондентом
- февраль 1960 — июнь 1962 — заместитель министра Министерства иностранных дел, 27 октября 1961 Монголия принята в ООН[8], Д. Цэбэгмид впервые представлял свою страну на Генеральной сессии ООН.
- 26 июня 1962[9]—1967 — полномочный посол в Китайской Народной Республики, пострадал в ходе культурной революции — хунвейбины сломали ему руку.
- 1967—1969 — ректор Монгольского университета
- 1969—1972 — Председатель Великого народного хурала,
- 1972—1987 — заместитель председателя Совета министров, одновременно министр культуры МНР.
- 1973—1980 — председатель Комитета по высшему и специальному техническому профессиональному образованию[10].

Девять раз избирался депутатом Великого народного хурала.

## Писатель
Первый рассказ написал в 1931 году. Литературное творчество Цэбэгмида можно отнести к социалистическому реализму, оно посвящено подвижничеству учителей, их борьбе с предрассудками, образам представителей новой интеллигенции, проблемам воспитания подрастающего поколения.

## Произведения

### Рассказы
- «Пастух Найдан», 1935, рус. пер. 1955,
- «Болд и Самбуу», 1936, рус. пер. 1955,

### Повести
- «Ученик Ганбат», 1940,
- «Встреча с детством», 1969,
- «Первый учитель» (1982).

### Поэма
- «Чемпион Алагдай», 1967,

### Очерки и путевые заметки
- «В Заалтайской Гоби» («Алтайн цаадах говьд», 1963).
- «На континенте Дальнего Запада» («Алс өрнөд тивд», 1962),
- «В стране трех тысяч островов» («Гурван мянган арлын оронд», 1963),
- «По стране Золотого Субургана» («Алтан суврагын орноор», 1964).

### Книги
- Дондогийн Цэвэгмид, Х. Чойбалсан. Улсын их сургуул. // Улаанбаатар. 1957 (о Монгольском университете совместно с маршалом Чойбалсаном)

### Русские переводы
- В сб.: Под солнцем свободной Монголии, М., 1951;
- в сб.: Ты живешь для народа, М., 1955;
- в кн.: Монгольская поэзия, М., 1957;
- в сб.: Стихи монгольских поэтов, М., 1959;
- в сб.: Два друга, М., 1961;
- в кн.: Поэзия Народной Монголии, М., 1961.

### Научные статьи
- Цыбегмит Д. 1950. Сравнительный эколого-морфологический анализ организации пищух Монголии. Автореф. дисс. … канд. биол. наук. М., 21 с.
- Tsevegmid, D. 1970. The rarest animals of Mongolia and their current state. // Proceedings of the Ninth International Congress of Game Biologists. Moscow. P. 872—874
- Tsevegmid, D. and A. Dashdorj. 1974. Wild horses and other endangered wildlife in Mongolia. // Oryx, 12(3): p. 361—370.

## Награды и почётные звания
- 1942 — заслуженный учитель,
- 1957 — профессор,
- 1961 — член-корреспондент Монгольской Академии наук,
- 1972 — почётный доктор Московского университета, СССР
- 1972 — почетный профессор Университета Гумбольдта, ГДР
- 1981 — Чрезвычайный и Полномочный Посол МНР.

Помимо этого, был награждён орденом Сухэ-Батора, орденом Полярной звезды, советским орденом Трудового Красного знамени, болгарским орденом «Кирилл и Мефодий», а также «Золотой медалью мира» имени Фредерика Жолио-Кюри.

## Транскрипции имени
- Дондогин Цебигмит[11]
- Дондогин Цевегмид[12]
- Д. Цибигмит[13]
- Дондогин Цыбегмит[14]